# Malang Sarr
Malang Sarr (* 23. ledna 1999 Nice) je francouzský profesionální fotbalista, který hraje na pozici středního obránce za anglický klub Chelsea FC. Je také bývalým francouzským mládežnickým reprezentantem.
Absolvent fotbalové akademie v Nice skóroval při svém seniorském debutu za OGC Nice v roce 2016 a za klub odehrál přes 100 zápasů.

## Klubová kariéra

### Nice
Sarr se narodil v Nice a ve věku šesti let se připojil k místnímu týmu OGC Nice. Dalších 12 let strávil v akademii klubu, předtím, než debutoval v Ligue 1 dne 14. srpna 2016 proti Rennes, ve věku 17 let. V 60. minutě vstřelil vítězný gól svého týmu hlavičkou po centru Jeana-Michaëla Seriho z přímého kopu. Tím se stal druhým nejmladším hráčem, který skóroval při svém debutu v Ligue 1, za Nigerijcem Bartholomewem Ogbechem. Po zápase zasvětil Sarr svůj cíl obětem teroristického útoku v Nice 2016. Před začátkem utkání bylo na památku obětí minutové ticho; hráči Nice i Rennes měli na sobě unikátní pamětní dresy se jmény těch, kteří zemřeli. 7. listopadu 2016 podepsal Sarr svou první profesionální smlouvu s Nice a do konce sezóny odehrál více než 30 zápasů, čímž klubu pomohl ke konečnému třetímu místu v lize.
V únoru 2018 byl Sarr jmenován organizací CIES jako pátý nejslibnější fotbalista do 20 let na světě. Sarrův herní čas se mírně zkrátil kvůli konkurenci na jeho pozici, konkrétně to byl Maxime Le Marchand a nově příchozí Marlon, ale i přesto se mu podařilo odehrát 29 zápasů ve všech soutěžích v sezóně.
10. srpna 2019, v den zahájení sezóny 2019/20 v Ligue 1, odehrál Sarr 100. zápas za Nice ve všech soutěžích, když přispěl k vítězství 2:1 nad Amiens. Jeho smlouva vypršela dne 30. června 2020 a následně se stal volným hráčem.

### Chelsea
27. srpna 2020 londýnská Chelsea oznámila podpis Sarra; ten se s klubem dohodl na pětiletém kontraktu.

## Reprezentační kariéra

### Mládežnické reprezentace
Sarr reprezentoval Francii v různých věkových kategoriích a v září 2016 byl Sarr jmenován kapitánem 20členného francouzského týmu do 18 let manažerem Bernardem Diomèdem pro Limoges Tournament 2016. V roce 2018 potvrdil, že byl osloven senegalským fotbalovým svazem, aby reprezentoval zemi svých rodičů, ale odmítl a oznámil, že doufá, že s Francií dosáhne velkých úspěchů.

## Osobní život
Sarr se narodil v Nice. Je senegalského původu prostřednictvím svých rodičů, kteří se před jeho narozením přistěhovali do Francie.

## Statistiky

### Klubové
K zápasu odehranému 7. března 2020
| Klub    | Sezóna  | Liga           | Liga   | Liga | Národní pohár1 | Národní pohár1 | Ligový pohár2 | Ligový pohár2 | Evropské poháry | Evropské poháry | Ostatní | Ostatní | Celkem | Celkem |
| Klub    | Sezóna  | Liga           | Zápasy | Góly | Zápasy         | Góly           | Zápasy        | Góly          | Zápasy          | Góly            | Zápasy  | Góly    | Zápasy | Góly   |
| ------- | ------- | -------------- | ------ | ---- | -------------- | -------------- | ------------- | ------------- | --------------- | --------------- | ------- | ------- | ------ | ------ |
| Nice    | 2016/17 | Ligue 1        | 27     | 1    | 1              | 0              | 0             | 0             | 4               | 0               | —       | —       | 32     | 1      |
| Nice    | 2017/18 | Ligue 1        | 21     | 0    | 1              | 0              | 1             | 0             | 6               | 0               | —       | —       | 29     | 0      |
| Nice    | 2018/19 | Ligue 1        | 35     | 1    | 1              | 0              | 2             | 0             | —               | —               | —       | —       | 38     | 1      |
| Nice    | 2019/20 | Ligue 1        | 19     | 1    | 0              | 0              | 1             | 0             | —               | —               | —       | —       | 20     | 1      |
| Nice    | Celkem  | Celkem         | 102    | 3    | 3              | 0              | 4             | 0             | 10              | 0               | —       | —       | 119    | 3      |
| Chelsea | 2020/21 | Premier League | 0      | 0    | 0              | 0              | 0             | 0             | 0               | 0               | —       | —       | 0      | 0      |
| Celkem  | Celkem  | Celkem         | 102    | 3    | 3              | 0              | 4             | 0             | 10              | 0               | 0       | 0       | 119    | 3      |

1 Zápasy v Coupe de France a FA Cupu 
2 Zápasy v Coupe de la Ligue a EFL Cupu 